# Clasificación Internacional de Patentes
La Clasificación Internacional de Patentes (CIP) es un sistema jerárquico de clasificación de patentes utilizado en más de 100 países para clasificar el contenido de las patentes de manera uniforme. Fue creada en virtud del Arreglo de Estrasburgo (1971), uno de varios tratados administrados por la Organización Mundial de la Propiedad Intelectual (OMPI). 

## Clasificación
La clasificación establecida en el Arreglo de Estrasburgo divide la tecnología en ocho secciones, diferenciadas por las letras de la A a la H, que a su vez contienen aproximadamente 80 mil subdivisiones. Cada subdivisión está representada por números arábigos y letras del alfabeto latino (A-H). Dichos símbolos son asignados por las oficinas nacionales o regionales de propiedad industrial que publican los documentos de patente. Esto permite recuperar los documentos de patente durante la búsqueda en el "estado de la técnica".
La clasificación se revisa anualmente por un Comité de Expertos y entra en vigor el 1 de enero del año siguiente a su revisión.Dicho comité está integrado por representantes de los Estados contratantes de dicho Acuerdo y observadores de otras organizaciones, como las Oficina Europea de Patentes (EPO), la Oficina de los Estados Unidos (USPTO), Japón (JPO), Corea (KIPO), China (SIPO), Brasil (INPI), Canadá, España, Noruega (NIPO), México (IMPI), etc.
Cada símbolo de clasificación tiene la forma A01B1/00 (que, en este caso, representa "herramientas manuales"). La primera letra representa la "sección" que consiste en una letra de la A ("Necesidades humanas") a la H ("Electricidad"). Combinado con un número de dos dígitos, representa la "clase" (la clase A01 representa "Agricultura, silvicultura, cría de animales, captura, pesca"). La letra final constituye la "subclase" (la subclase A01B representa "Trabajando la tierra en la agricultura o la silvicultura; partes, detalles o accesorios de máquinas o utensilios agrícolas, en general"). A la subclase le sigue un número de "grupo" de uno a tres dígitos, un trazo oblicuo y un número de al menos dos dígitos que representan un "grupo principal" o "subgrupo". Un examinador de patentes asigna símbolos de clasificación a la solicitud de patente u otro documento de acuerdo con las reglas de clasificación y, en general, al nivel más detallado que sea aplicable a su contenido.
| Sección | Campo de la tecnología                                  |
| ------- | ------------------------------------------------------- |
| A       | Necesidades Corrientes de la Vida                       |
| B       | Técnicas Industriales Diversas; Transportes             |
| C       | Química; Metalurgia                                     |
| D       | Textiles; Papel                                         |
| E       | Construcciones Fijas                                    |
| F       | Mecánica; Iluminación; Calefacción; Armamento; Voladura |
| G       | Física                                                  |
| H       | Electricidad                                            |

## Versiones en español
La Oficina Española de Patentes Marcas publica anualmente la versión actualizada de la clasificación en español.